# ARCCIS
ARCCIS ist seit 1996 ein Forschungs- und Begegnungszentrum für zisterziensische Kultur und Geschichte  mit  Sitz im Kloster Cîteaux in Frankreich.

## Geschichte und  Auftrag
Am 15. Januar 1996 wurde im Kloster Cîteaux die  Association pour le Rayonnement de la Culture Cistercienne  (Vereinigung zugunsten der Ausstrahlung zisterziensischer Kultur) gegründet, die in der Öffentlichkeit unter dem Sigel ARCCIS auftritt. Sie wird von allen Komponenten der Zisterzienserfamilie getragen (Zisterzienser, Trappisten und Bernhardinerinnen von Esquermes). 
Von dem seit 2007 existierenden Europainstitut für Cistercienserforschung (EUCist), das sich in besonderer Weise dem deutsch- und englischsprachigen Raum zuwendet, unterscheidet  sich ARCCIS durch seine Konzentration auf den französischsprachigen Raum und eine über die reine Forschung hinaus gehende Ansprache an weite Kreise der Bevölkerung wie auch an die Religiosen selbst. Zielsetzung ist, „die zisterziensische Kultur in all ihren Formen weitest möglich bekannt zu machen, sie vor möglichen Fehlinterpretationen oder Vereinnahmungen zu schützen und der gelebten zisterziensischen Spiritualität Halt und Stütze zu bieten“. Symptomatisch dafür ist die seit 2001 erscheinende Zeitschrift Liens cisterciens (liens=freundschaftliche Bande), die sich mit bescheidenem wissenschaftlichen Anspruch vor allem an Religiosen und Laien wendet (ursprünglich herausgegeben vom Kloster Bellefontaine, derzeit von der Abtei Lérins und Kloster Baumgarten).
Daneben unterhält der Verein, der aktuell etwa 100 Mitglieder hat, in Cîteaux das Forschungs- und Dokumentationszentrum Centre d’études et de recherches pour la culture cistercienne (CERCCIS) mit einem wissenschaftlichen Beirat, der sich aus Vertretern französischsprachiger Universitäten zusammensetzt. CERCCIS publiziert in Zusammenarbeit mit dem Verlag Editions de Bellefontaine (im Kloster Bellefontaine) und anderen Verlagen. Seit 2005 veranstaltet die Vereinigung jährlich eine Journée de culture cistercienne (Tag der zisterziensischen Kultur).